# Bradysia subalpina
Bradysia subalpina är en tvåvingeart som beskrevs av Frey 1948. Bradysia subalpina ingår i släktet Bradysia, och familjen sorgmyggor. Arten är reproducerande i Sverige.